# Eugen Gomringer
Eugen Gomringer (Cachuela Esperanza, Guayaramerín, Beni, 20 de enero de 1925) es un poeta boliviano, considerado como el padre de la corriente denominada poesía concreta. Actualmente reside en Alemania.

## Vida
Gomringer nació el 20 de enero de 1925 en Cachuela Esperanza, Bolivia, hijo de padre suizo y madre boliviana, estudió economía nacional e historia del arte en Berna y Roma entre 1944-1952. De 1954 a 1957 trabajó como secretario de Max Bill en la Hochschule für Gestaltung de Ulm, Alemania (HfG Ulm, Escuela Superior de Diseño de Ulm). En 1953 fundó junto con Dieter Roth y Marcel Wyss la revista Spirale (Caracol) y desde 1960 hasta 1965 inició una serie de libros de poesía concreta denominada: Poesía Concreta Heraus. Desde 1961 hasta 1967 fue jefe de la Swiss Werkbund. De 1967 a 1985 dirigió el Concejo Cultural de Rosenthal AG en la ciudad de Selb. De 1977 a 1990 enseñó Teoría de la Estética en la Academia Nacional de Arte en Düsseldorf. Entre 1966 y 1968 fue miembro del concejo de la Cuarta Documenta llevada a cabo en la ciudad de Kassel en 1968. En 1986 fue profesor interino de poesía en la universidad de Bamberg y en 1988 fue director del Foro Internacional de Diseño en la ciudad de Ulm.
Desde 1971 es miembro de la Academia de las Artes de Berlín. En 2000 fundó el Instituto para la poesía de Arte Constructiva y Concreta (CIEC) en la que ha sido su casa desde hace ya mucho tiempo, ubicada en Rehau, Alta Franconia. Su recopilación privada fue la base sobre la que se fundó el Museo de Arte Concreto, de la ciudad de Ingolstadt.
Gomringer en 1997 fue galardonado con el Premio Cultural de la Ciudad de Rehau. El 21 de octubre de 2007, también recibió el Premio una sola vez otorgado Premio Punta Tragara per la Poesía Concreta (Premio por la Poesía Concreta de Punta Tragara). La ceremonia de premiación tuvo lugar en la cumbre del Santis. En 2008 fue galardonado por su servicio con la Orden del Mérito de Baviera.
En junio de 2010 él y su hija Nora fueron invitados para recibir la Silla de la Poesía en la Universidad de Koblenz-Landau.
El 22 de enero de 2011, fue galardonado con el premio Alice Salomon de la Universidad de Berlín, durante este evento. su poema Avenidas adornó la fachada de la universidad.

## Poesía Concreta

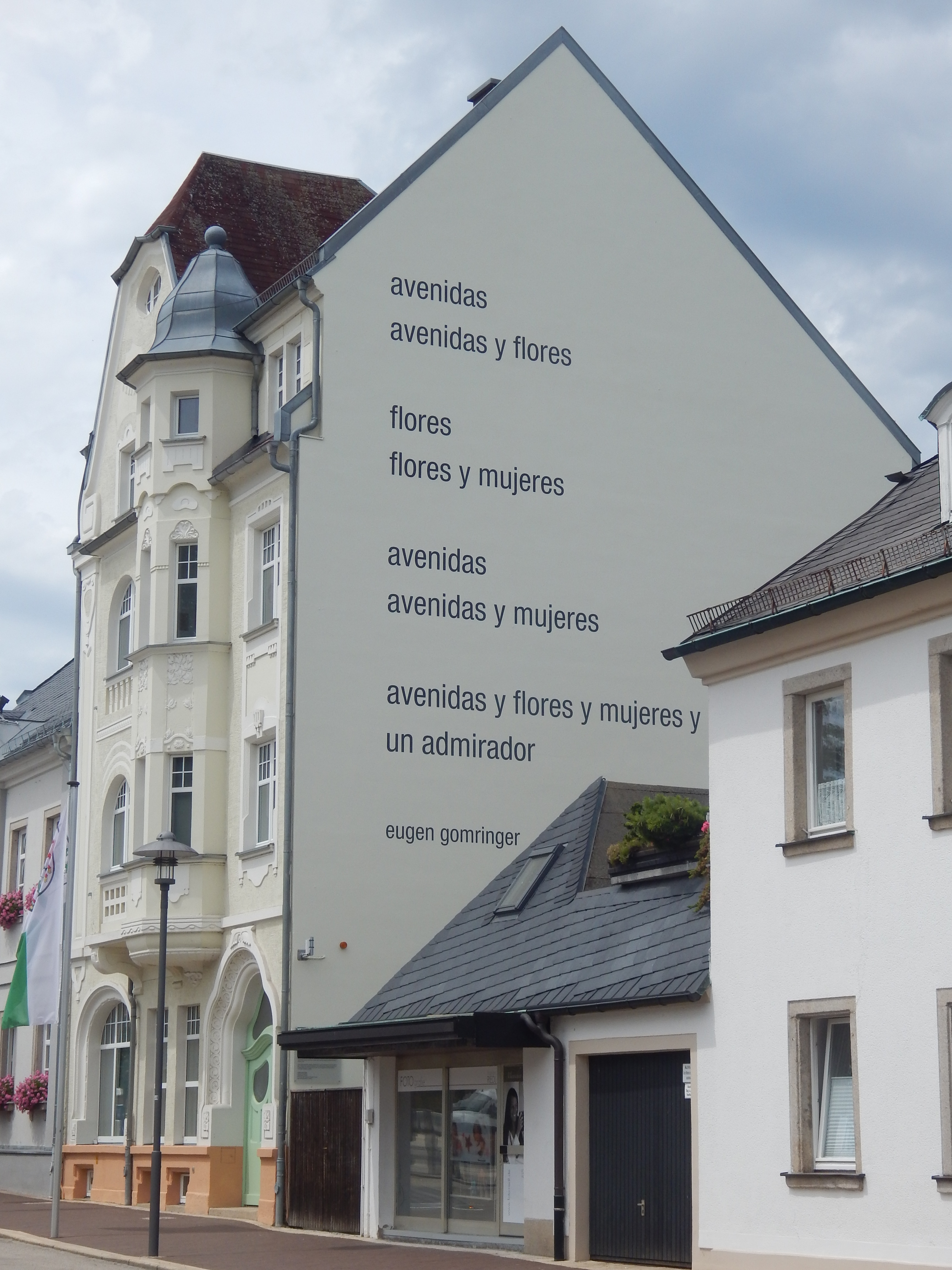
Avenidas y flores y mujeres y un admirador

En 1953 Gomringer acuñó el término Poesía concreta, en analogía con el concepto de Arte Concreto. En sus poemas él juega con la materialidad de la escritura y el tipo de letra, le sigue la pintura abstracta de su tiempo (que él denominó constructiva).
Gomringer, en su manifiesto Vom Vers Zur Konstellation (desde el verso a la constelación) empieza a considerar al objeto estético como un objeto funcional.
Karl Riha ha caracterizado a Eugen Gomringer con las palabras: "Él es el padre del modernismo alemán de posguerra y la modernidad e igualmente tanto como por las declaraciones programáticas como también por sus extraordinarios textos poéticos que han conservado hasta el día de hoy su elasticidad. Él es (tanto en sentido técnico e imaginativo del término) un inventor del lenguaje de la literatura, generando un cambio duradero en ella."
Gomringer escribe en alemán, suizo-alemán o alemán de Suiza, español, francés e inglés.

## Obras
- Kommandier(t) die Poesie! : Informes Biográficos. Edición Signathur, Dozwil 2006, ISBN 3-908141-35-4.
- Poesie um den Weissenstädter See (Poesía en el Lago Blanco de Lucerna). El Libro de la Horas de Eugen Gomringer. Fotograf: Marcellus Kaiser. Kaiser, Rehau 2006. ISBN 978-3-939426-00-4 und ISBN 3-939426-00-8.
  - Ver: El Libro de la Horas de Eugen Gomringer
- En colaboración con Anton Stankowski: Observa - Un Libro para Niños, Leonberg 1980.
- Versos de la constelación. En: "Momento", Volumen 1, Caso 2, 1955. En: „Aspectos de la Avant-garde“ por Anja Ohmer (Ed.):  "Minuto", Volumen 1, Weidler-Verlag Berlín 2005.
- Desde el Borde que va hacia Adentro, las constelaciones 1951-1995, Volumen I. Edición de Obras Completas, Viena 1995, ISBN 3-901190-19-8.
- Teoría de la Poesía Concreta, Texto y Manifiesto 1954-1997, Volumen II. Edición parcial de Obras Completas, Viena 1997, ISBN 3-901190-34-1.
- Al Punto de lo Concreto, una selección de Textos y comentarios acerca de artistas y asuntos de diseño 1958-2000, Volumen III. Edición de Obras Completas, Viena 2000, ISBN 3-901190-30-9.
- Cuadro de todos los Países, Volumen IV. Edición de Obras Completas, Viena 2006, ISBN 3-901190-90-2.

## Enlaces
- Bibliografía relacionada con Eugen Gomringer en el catálogo de la Biblioteca Nacional de Alemania.
- Diccionario Cultural Boliviano: Eugen Gomringer
- Poesía Suiza-Alemana Contemporánea: Eugen Gomringer
- Poemas de Eugen Gomringer (en alemán)hören y sehen en lyrikline.org(en alemán)
- Institut für Konstruktive Kunst und Konkrete Poesie (IKKP)(en alemán)
- Eugen Gomringer, Vater der Konkreten Poesie. In: Nürnberger Nachrichten 18. Januar 2010(en alemán)

## Literatura
- Enzweiler Jo (ed.): Eugen Gomringer en conversación con Monika bugs. Primera Edición. Galería St. Johann, Saarbrücken, 2003, ISBN 3-928596-78-0.
- Oliver Herwig Diseño de la Palabra: Eugen Gomringer and the visual arts . Iudicium, Múnich 2001, ISBN 3-89129-726-2.
- Ohmer, Anja: Eugen Gomringer y la Poesía Concreta. En: lugares - Revista literaria Suiza n.º 143, diciembre de 2005 / enero de 2006.
- Ohmer, Anja: Gomringer Alto 2: La Poesía Concreta es Fuerte! En: Dile algo a la Noche - o el Gomringer esta aquí. Lugares - Revista literaria Suiza Nr.167, mayo / junio de 2011, pp. 36-43.
- Concretismo: Materiales. Lectura y Documentación Científica. Catálogo de Exhibición  del Concretismo. Material / lenguaje y abstracción desde 1955. BW-Bank Stuttgart 2006. Seleccionado, recopilado y editado por Anja Ohmer y Reinhard Krüger. Stuttgart 2006.